# Iiwi
L'iiwi (Drepanis coccinea) ('I-iwi en hawaià) és una espècie d'ocell de la família Fringillidae que antany es considerava l'única representant del gènere Vestiaria.
És una au endèmica de Hawaii. Les seves poblacions s'estimen en uns 350.000 exemplars però amb una tendència a la baixa, segurament a causa de la malària aviària. El seu plomatge és d'un viu color vermell amb ales negres; i és un dels símbols d'aquest arxipèlag polinesi.